# Margot Stevenson
Margot Stevenson (* 8. Februar 1912 in Manhattan, New York City als Margaret Helen Stevenson; † 2. Januar 2011 ebenda) war eine US-amerikanische Schauspielerin.

## Leben
Stevenson wurde am 8. Februar 1912 als Tochter des irischstämmigen Schauspielers Charles Alexander Stevenson und seiner deutlich jüngeren zweiten Frau Frances Riley in Manhattan geboren. Sie besuchte die Brearley School, eine private Mädchenschule, in Manhattan. Noch bevor sie das Bryn Mawr College in Bryn Mawr (Pennsylvania) besuchen konnte, begann die Great Depression. Danach entschied sie sich gegen einen Besuch des College und für eine Karriere als Schauspielerin.
Stevenson debütierte 1932 am Broadway im Stück Firebird. Bis 1976 trat sie dort in 19 Stücken auf. 1938 war sie im Radio mit Orson Welles in 26 Episoden der Serie The Shadow zu hören. Ihre Karriere bei Film und Fernsehen umfasst nur 17 Titel, meist B-Filme, und mehrere Phasen mit langjährigen Pausen umfassend.
Stevenson war dreimal verheiratet; nach zwei Scheidungen ging sie ihre dritte Ehe 1953 mit dem Schauspieler Val Avery ein. Aus dieser Ehe ging Tochter und Schauspielerin Margot Avery hervor.

## Filmografie (Auswahl)
- 1939: Smashing the Money Ring
- 1939: Zwölf Monate Bewährungsfrist (Invisible Stripes)
- 1940: Calling Philo Vance
- 1940: Granny Get Your Gun
- 1940: Castle on the Hudson
- 1940: Der Traum vom schöneren Leben (Saturday's Children)
- 1940: Flight Angels
- 1954: Rheingold Theatre (Fernsehserie, 1 Episode)
- 1954/55: The Philco Television Playhouse (Fernsehserie, 2 Episoden)
- 1965: Die Seaview – In geheimer Mission (Voyage to the bottom of the sea) (Fernsehserie, 1 Episode)
- 1967: Das Tal der Puppen (Valley of the Dolls)
- 1968: Auftrag Mord (The Brotherhood)
- 1970: Rabbit, Run
- 1979: Die Rentner-Gang (Going in Style)
- 1983: How to Be a Perfect Person in Just Three Days